# Ribeira do Cerrado Novo
A Ribeira do Cerrado Novo é um curso de água português localizado na freguesia de Praia do Norte, ilha do Faial, arquipélago dos Açores.
Este curso de água tem origem a uma cota de altitude de cerca de 1000 metros de nos contrafortes do Alto do Guarda-Sol e do Alto do Brejo procedendo a sua bacia hidrográfica, à drenagem destas duas elevações.
Esta Ribeira é afluente da Ribeira do Adão que tem origem a altitudes que rondam os 1004 metros com origem no Alto do Guarda-sol. Seguindo assim para o Oceano indo desaguar no Oceano Atlântico depois de passar pela localidade da Praia do Norte, no local da Fajã da Praia do Norte, na Baía da Ribeira das Cabras, entre o Porto da Fajã e a Ribeira Funda.